# Saurenchelys stylura
Saurenchelys stylura is een straalvinnige vissensoort uit de familie van toveralen (Nettastomatidae). De wetenschappelijke naam van de soort is voor het eerst geldig gepubliceerd in 1913 door Lea.